# УСТ Дністер (Штутгарт)
УСТ «Дністер» (Українське Спортове Товариство «Дністер») — українське спортивне товариство з німецького міста Штуттгарт.
В українськім таборі в Штуттгарті, в дільниці Цуффенгавзен, в Гренадір Касерне (1600 осіб, 179 членів товариства) засновано 30 травня 1947 року спортивне товариство під назвою «Скала». У червні того ж року по приїзді таборовиків з Людвігсбургу, нове товариство злучилося з людвігсбурзьким товариством «Дністер» і прийняло спільну назву «Дністер».
Головою був дир. Олександер Левицький, а секретарем голова попереднього «Дністра»" Дмитро Кубрак. Другим головою став м-р. Михайло Бардин, третім — м-р. Ярослав Чолій.
З існуючих 8 секцій лише футбольна команда була діяльною і змагалася з цілковитим успіхом у вищому дивізіоні (клясі першунів), увійшовши туди легко після всіх ігор за першість області і перехідних матчів. Програвши лише «Дніпру» Корнберг і «Чорногорі» — здобув перше місце в зоні в осінньому раунді 1947/1948 рр., і відсуваючи фаворита «Лева» аж на четверте місце.
У футбольній команді грали спортсмени колишнього Ф. К. «Україна» Ульм після її самоліквідації.
У відповідь на покарання Виділом верифікації і карности РФК спортсменів і управи «Дністра» за провини на полі під час змагань з «Чорногорою» 4 грудня. 1947 р. — управа товариства оголосила в ново-ульмівському часописі «Українські Вісті» заяву, що не визнає цієї кари. Коли поставлену опісля ВВК вимогу до 15 лютого 1948 р. відкликати цю заяву, своїх прав доходити в приписаний спосіб через органи РФК — управа «Дністра» зігнорувала — це товариство виключено 15 березня 1948 р. з членів РФК. Це й закінчило існування товариства.